# Boomagaat
Boomagaat is een doorzichtige tot doorschijnende variant van agaat met een varenachtige tekening.  
Boomagaat is in chemische structuur identiek aan jaspis, vuursteen en hoornkiezel, alle behorend tot het mineraal kwarts.

## Toepassing
De helder bruingroene stenen worden gepolijst/geslepen gebruikt voor sieraden. De belangrijkste vindplaatsen van boomagaat zijn India, Tsjechië, Marokko, IJsland, Brazilië en de Verenigde Staten.
Binnen de esoterie wordt beweerd dat boomagaat rijkdom in het leven brengt. Ook wordt er een aantal geneeskrachtige werkingen aan boomagaat toegekend; het zou pijnstillend werken en goed zijn voor de bloedvaten.